# Денисовський район
Дени́совський район (каз. Денисов ауданы, рос. Денисовский район) — адміністративна одиниця у складі Костанайської області Казахстану. Адміністративний центр — село Денисовка.

## Населення
Населення — 16920 осіб (2021; 21912 у 2009, 29333 у 1999, 34143 у 1989).
Національний склад (станом на 2010 рік):
- росіяни — 7521 особа (34,78 %)
- казахи — 6480 осіб (29,96 %)
- українці — 3905 осіб (18,06 %)
- німці — 1499 осіб (6,93 %)
- білоруси — 639 осіб
- татари — 372 особи
- башкири — 215 осіб
- азербайджанці — 153 особи
- молдовани — 115 осіб
- удмурти — 83 особи
- інгуші — 73 особи
- чуваші — 66 осіб
- вірмени — 64 особи
- чеченці — 64 особи
- поляки — 56 осіб
- мордва — 38 осіб
- корейці — 9 осіб
- інші — 274 особи

## Історія
Район був утворений у січні 1938 року як Орджонікідзевський. 17 червня 1997 року отримав сучасну назву.

## Склад
До складу району входять 2 сільські адміністрації та 10 сільських округів:
| Поселення                         | Площа, км² | Населення, осіб (1989) | Населення, осіб (1999) | Населення, осіб (2009) | Населення, осіб (2021) | Центр       | К-ть нп |
| --------------------------------- | ---------- | ---------------------- | ---------------------- | ---------------------- | ---------------------- | ----------- | ------- |
| Глібовська сільська адміністрація | -          | 1815                   | 1386                   | 810                    | 539                    | Глібовка    | 1       |
| Кримська сільська адміністрація   | -          | 1235                   | 1185                   | 971                    | 674                    | Кримське    | 1       |
| Архангельський сільський округ    | -          | 1541                   | 1396                   | 1218                   | 950                    | Жалтирколь  | 2       |
| Аршалинський сільський округ      | -          | 3506                   | 2695                   | 1590                   | 957                    | Аршали      | 4       |
| Аятський сільський округ          | -          | 3713                   | 3086                   | 2141                   | 1167                   | Аятське     | 2       |
| Денисовський сільський округ      | -          | 9135                   | 8346                   | 6507                   | 6129                   | Денисовка   | 3       |
| Красноармійський сільський округ  | -          | 3300                   | 2757                   | 2265                   | 1556                   | Фрунзенське | 3       |
| Переліскинський сільський округ   | -          | 1877                   | 1996                   | 1706                   | 1457                   | Переліски   | 1       |
| Покровський сільський округ       | -          | 2348                   | 1579                   | 759                    | 459                    | Покровка    | 2       |
| Приріченський сільський округ     | -          | 1267                   | 1276                   | 1184                   | 886                    | Приріченка  | 2       |
| Свердловський сільський округ     | -          | 1529                   | 1139                   | 1020                   | 698                    | Свердловка  | 3       |
| Тельманський сільський округ      | -          | 2877                   | 2492                   | 1741                   | 1448                   | Антоновка   | 2       |

- 5 квітня 2013 року ліквідовано Некрасовський сільський округ, територія увійшла до складу Денисовського сільського округу[4].
- 11 січня 2019 року Тобольський сільський округ перетворено в Глібовську сільську адміністрацію, Комаровський сільський округ перетворено в Комаровську сільську адміністрацію[5].
- 18 грудня 2019 року Зааятський сільський округ перетворено в Зааятську сільську адміністрацію; ліквідовано Зааятську сільську адміністрацію, територія увійшла до складу Аятського сільського округу; ліквідовано Комаровську сільську адміністрацію, територія увійшла до складу Аршалинського сільського округу[6].
- 8 вересня 2021 року Кримський сільський округ перетворено в Кримську сільську адміністрацію[7].

## Найбільші населені пункти
Населені пункти з чисельністю населення понад 1000 осіб:
| № | Населений пункт | Населення, осіб (1989) | Населення, осіб (1999) | Населення, осіб (2009) | Населення, осіб (2021) |
| - | --------------- | ---------------------- | ---------------------- | ---------------------- | ---------------------- |
| 1 | Денисовка       | 6737                   | 6611                   | 5196                   | 5188                   |
| 2 | Переліски       | 1877                   | 1996                   | 1706                   | 1457                   |
| 3 | Фрунзенське     | 2152                   | 1767                   | 1617                   | 1194                   |
| 4 | Антоновка       | 1635                   | 1226                   | 1163                   | 1083                   |

## Транспорт
Дороги районного значення:
| Індекс   | Назва                         | Довжина, км |
| -------- | ----------------------------- | ----------- |
| KP-DS-1  | Денисовка - Заятське          | -           |
| KP-DS-2  | Денисовка - Некрасовка        | -           |
| KP-DS-3  | Денисовка - станція Денисовка | -           |
| KP-DS-4  | Заятське - Зааятське          | -           |
| KP-DS-5  | Заятське - Аятське            | -           |
| KP-DS-6  | Денисовка - Гришенка          | -           |
| KP-DS-7  | Заятське - Свердловка         | -           |
| KP-DS-8  | Заятське - Фрунзенське        | -           |
| KP-DS-9  | Денисовка - Алчановка         | -           |
| KP-DS-10 | Свердловка - Підгорне         | -           |
| KP-DS-11 | Прирічнка - Аршали            | -           |
| KP-DS-12 | Аршали - Набережне            | -           |
| KP-DS-14 | Переліски - Кримське          | -           |
| KP-DS-15 | Денисовка - Покровка          | -           |